# Tanorus densus
Tanorus densus là một loài Trichoptera trong họ Hydrobiosidae. Chúng phân bố ở miền Australasia.